# Lech Poznań
Pour les articles homonymes, voir KKS.
Maillots
Actualités
Dernière mise à jour : 26 mai 2025.
Le Lech Poznań (Kolejowy Klub Sportowy Lech Poznań ou KKS Lech Poznań, à prononcer /ˈlɛx ˈpɔznaɲ/) est un club professionnel de football polonais basé à Poznań, dans la voïvodie de Grande-Pologne, et fondé le 19 mars 1922. Surnommé Kolejorz (qui signifie cheminot en argot), le club a été lié pendant six décennies au Polskie Koleje Państwowe, entreprise nationale de chemins de fer.
Le Lech Poznań compte à son palmarès neuf titres de champion de Pologne, cinq en coupe et six en supercoupe nationale.
Présidé par Karol Klimczak depuis le 1er novembre 2011, il prend part actuellement à l'édition 2024-2025 du championnat de Pologne de première division.
Le Lech accueille ses adversaires au stade municipal de Poznań, enceinte figurant parmi les plus grandes du championnat polonais. Il peut accueillir jusqu'à 43 269 personnes depuis sa rénovation effectuée pour l'Euro 2012.

## Histoire

### Les premiers jours
Le club est fondé le 19 mars 1922 sous le nom de Lutnia Dębiec, puis de Liga Dębiec (4 août), en référence au village proche de Poznań. Pour la première saison de son histoire, le Liga Dębiec évolue en Klasa C (équivalent de la dixième division). Au fil des années, il monte les échelons du football polonais. Mais avec la Seconde Guerre mondiale, le championnat et le football en Pologne s'arrêtent. En 1947, la fédération organise un mini-championnat, visant à former le futur tournoi l'année suivante. Le club, alors nommé KKS Poznań, y prend part dans le premier groupe et se classe quatrième. Seules les trois premières places étant qualificatives pour le championnat de première division, le club n'est dans un premier temps pas sélectionné, avant que la fédération n'ouvre les portes de l'élite à deux clubs supplémentaires, le quatrième du premier groupe du mini-championnat et le quatrième d'un tournoi de qualification ouvert aux champions régionaux.
En 1948, Poznań joue donc pour la première fois de son histoire en première division (I liga) et termine sa saison dans le milieu de tableau (à la sixième place). Les années suivantes, le club se maintient en première division, et avec sa belle génération de joueurs, pour la plupart originaires de Poznań, et emmené par son buteur Teodor Anioła, le KS Kolejarz Poznań (renommé ainsi en 1949) entrevoit même le titre de champion (deux troisièmes places en 1949 et 1950).

### Une chute brutale
Alors que le club revoit à la hausse ses objectifs, il vit en 1957 une saison désastreuse, qui le mène jusqu'à la dernière place du championnat et la relégation. Durant deux saisons, le club évolue donc en deuxième division. En 1960, il obtient le premier trophée de son histoire, devenant champion du groupe nord de II liga. De retour dans l'élite, le KKS Lech Poznań se maintient difficilement. Lors de la saison 1962-1963, le KKS replonge, se plaçant encore une fois à la dernière place. Avec le départ de ses meilleurs joueurs, le club sait que la remontée sera compliquée, et elle le devient plus encore, Poznań devant lutter pour s'extirper de la zone des relégables. À la fin de la saison, le club polonais descend en III liga, la troisième division, ce qui semble annoncer une fin plus ou moins proche, mais il se reprend bien et remonte immédiatement. À peine de retour en deuxième division, le KKS redescend aussi vite, cette période difficile (montées et descentes en troisième division successives) s'étendant sur quelques années.

### Retour en première division
En 1972, le Lech Poznań retrouve le plus haut niveau national. Durant dix ans, le club est installé dans la deuxième partie du classement. Parfois proche de retomber, il s'accroche néanmoins à sa place, comme lors de la saison 1976-1977 où il doit attendre la dernière journée pour se sauver (victoire deux à zéro face au Śląsk Wrocław, le champion cette année-là, quand le GKS Tychy, dernier non-relégable, tombait contre le ŁKS Łódź).

### Les années 1980: une décennie de sacres

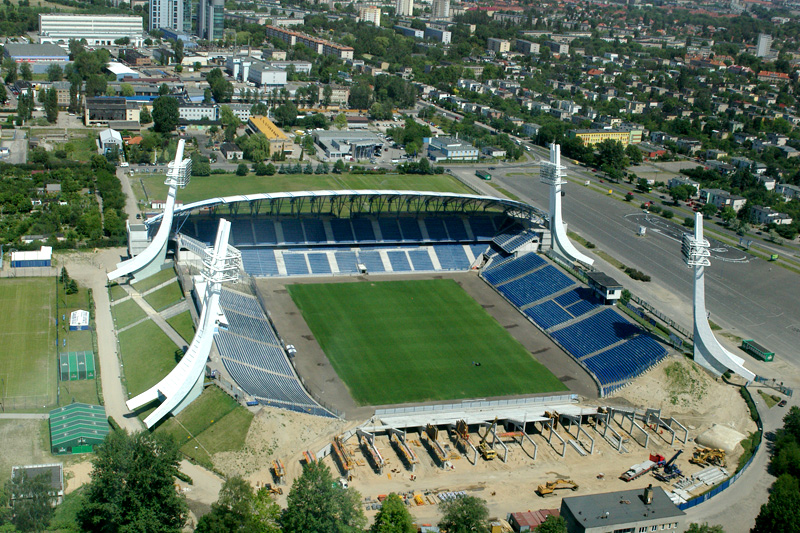
Vue aérienne du stade en 2006.

Au début des années 1980, le club se modernise et prend possession d'un stade digne de ce nom : le stade municipal de Poznań, qu'il inaugure le 23 août 1980 face au Motor Lublin en championnat (partage un partout). Les objectifs sont revus à la hausse, ce qui est notamment symbolisé par l'achat de nombreux joueurs comme Krzysztof Pawlak ou Józef Adamiec, futurs internationaux. Avec Wojciech Łazarek aux commandes, le Lech remporte la Coupe de Pologne, son premier trophée majeur, en 1982, battant sur le score d'un but à zéro le Pogoń Szczecin. Il devient ensuite champion de Pologne lors de la saison 1982-1983, puis conserve son titre l'année suivante, devançant à chaque fois le Widzew Łódź d'une courte tête (un point en 1983, à égalité en 1984 mais devant grâce à sa différence de buts, +26 contre +18). Les cinq saisons suivantes sont moins prolifiques, mais le Lech accroche toujours le haut de tableau.

### Depuis 1990: la stabilité

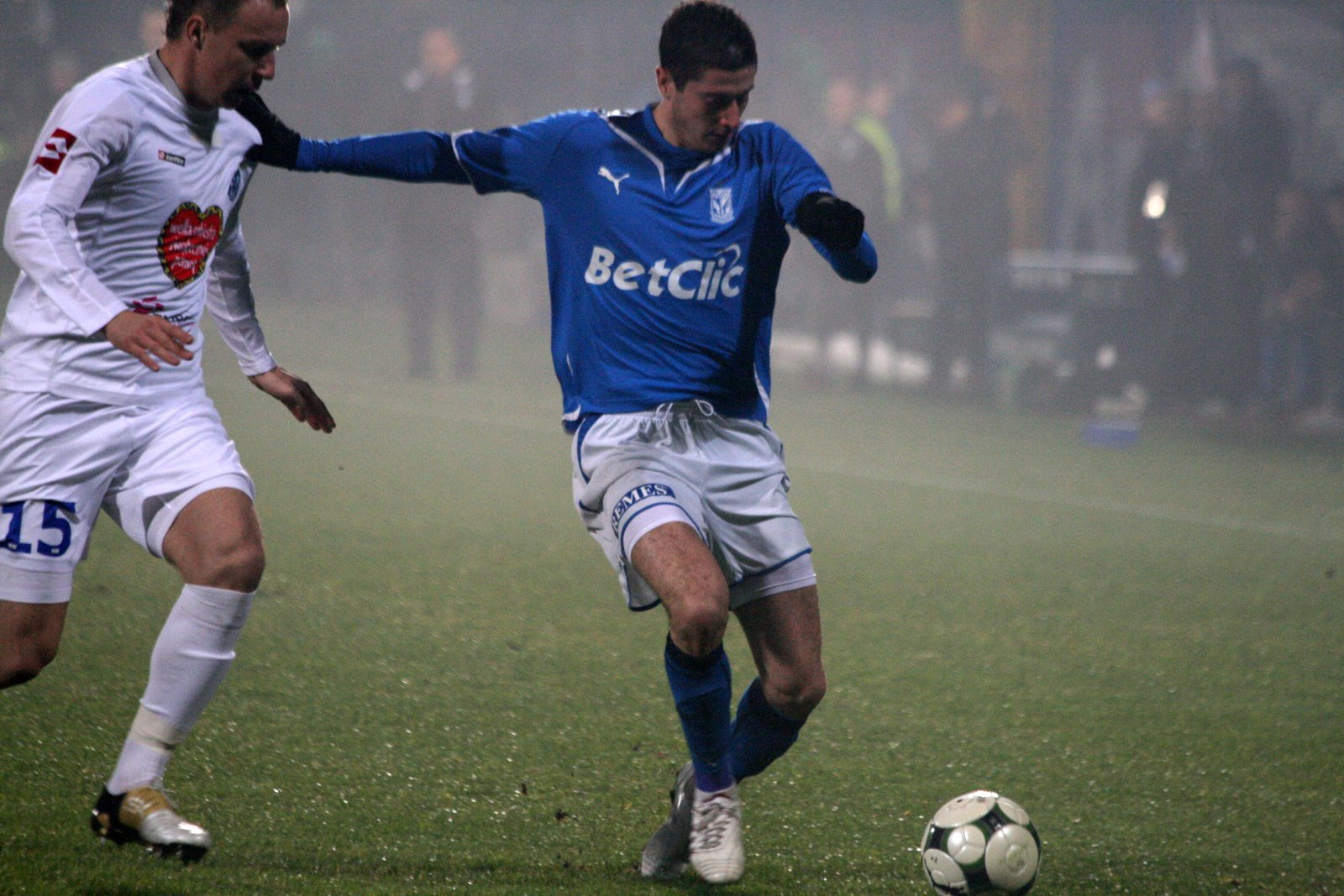
Robert Lewandowski au Lech Poznań en 2009.

En 1990, le Lech Poznań redevient le « maître » du pays, puis à nouveau en 1992 et  1993. Les années suivantes, ses résultats sont un peu moins bons, et après un court passage de deux ans en II liga, Poznań réintègre l'élite en 2002. Le club, plus prétendant au titre, réussit tout de même à se replacer dans la première partie du classement. En 2006, il fusionne avec l'Amica Wronki, autre club de premier plan, basé à une soixantaine de kilomètres de Poznań, afin de mutualiser leurs moyens.

### Se replace sur le devant de la scène (depuis 2010)

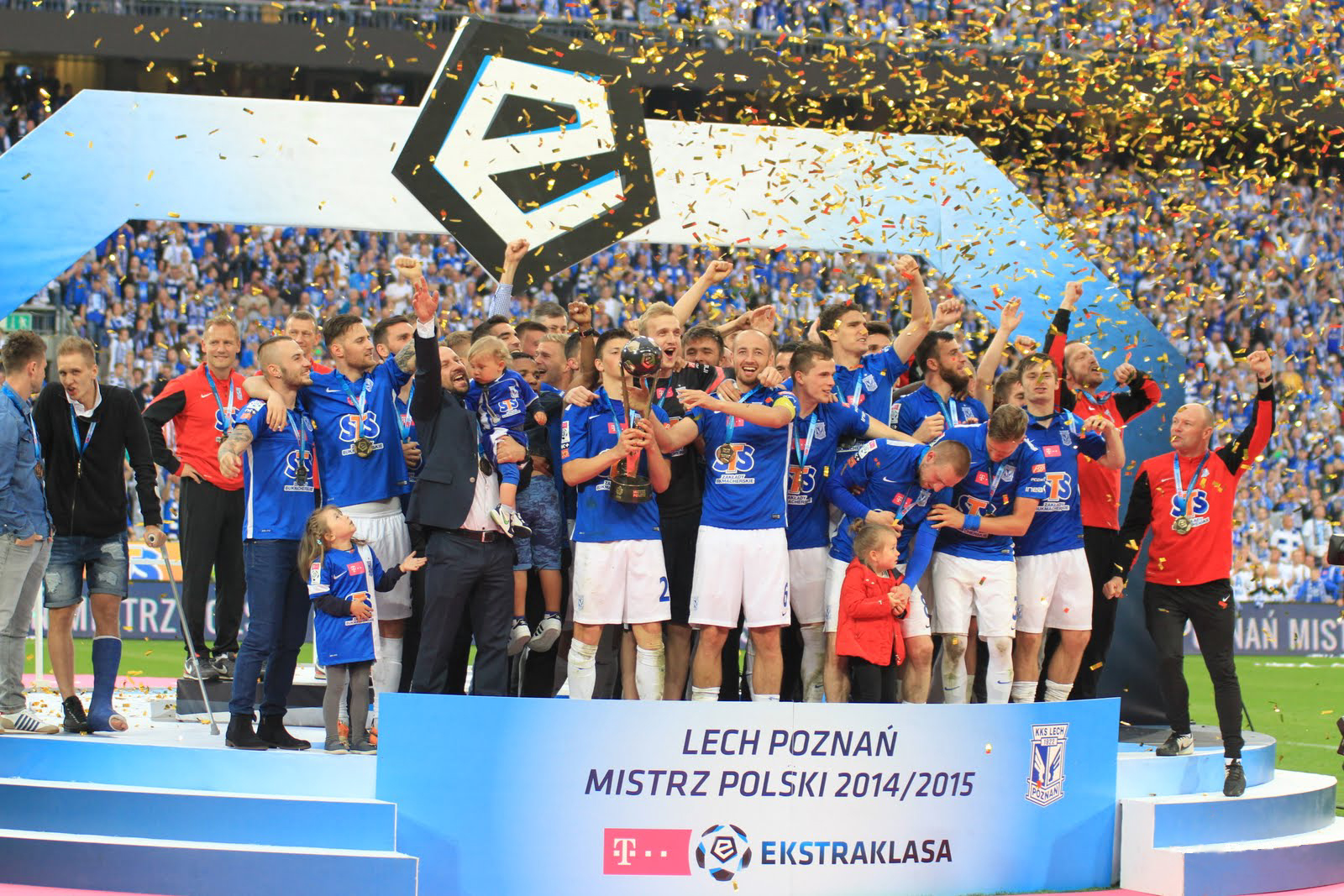
Joueurs fêtant le titre de champion au terme de la saison 2014-2015.

En 2010, le Lech se mêle à la lutte pour le titre avec le Wisła Cracovie. Alors que le Wisła, champion en titre, fait pratiquement la course en tête durant toute la saison, les Kolejorz prennent la première place à quelques journées de la fin du championnat, et renouent avec le succès dix-sept ans après leur dernière sacre en première division. Par la suite, le club se place à chaque fois aux premières positions du classement. Toutefois, il n'arrive pas à briller en coupe d'Europe, étant par exemple éliminé par le modeste club islandais de Stjarnan en 2014, au troisième tour préliminaire de la Ligue Europa.
Après deux places de vice-champion, le Lech reprend la couronne lors de la saison 2014-2015.

## Bilan sportif

### Palmarès
| Compétitions nationales | Compétitions internationales | Compétitions de jeunes |
| --- | --- | --- |
| - Championnat de Pologne : - Champion (9) : 1983, 1984, 1990, 1992, 1993, 2010, 2015, 2022 et 2025. - Vice-champion (3) : 2013, 2014, et 2020. - Coupe de Pologne : - Vainqueur (5) : 1982, 1984, 1988, 2004 et 2009 - Finaliste (5) : 1980, 2011, 2015, 2016, 2017 et 2022 - Supercoupe de Pologne : - Vainqueur (6) : 1990, 1992, 2004, 2009, 2015 et 2016 - Finaliste (5) : 1983, 1988, 2010, 2022 et 2025 | - Coupe des clubs champions européens / Ligue des champions : - Meilleure performance : huitième de finaliste (1991, 1993 et 1994) - Coupe d'Europe des vainqueurs de coupes : - Meilleure performance : huitième de finaliste (1983 et 1989) - Coupe UEFA / Ligue Europa : - Meilleure performance : seizième de finaliste (2009 et 2011) - Ligue Europa Conférence : - Meilleure performance : quart de finaliste (2023) | - Championnat de Pologne des réserves : - Vice-champion (1) : 2013 - Championnat de Pologne des -19 ans : - Champion (3) : 1987 et 1995 - Vice-champion (5) : 1998, 2009, 2010, 2012 et 2015 - Championnat de Pologne des -17 ans : - Champion (3) : 2009, 2014 et 2015 - Vice-champion (2) : 1996 et 2012 |

### Bilan européen

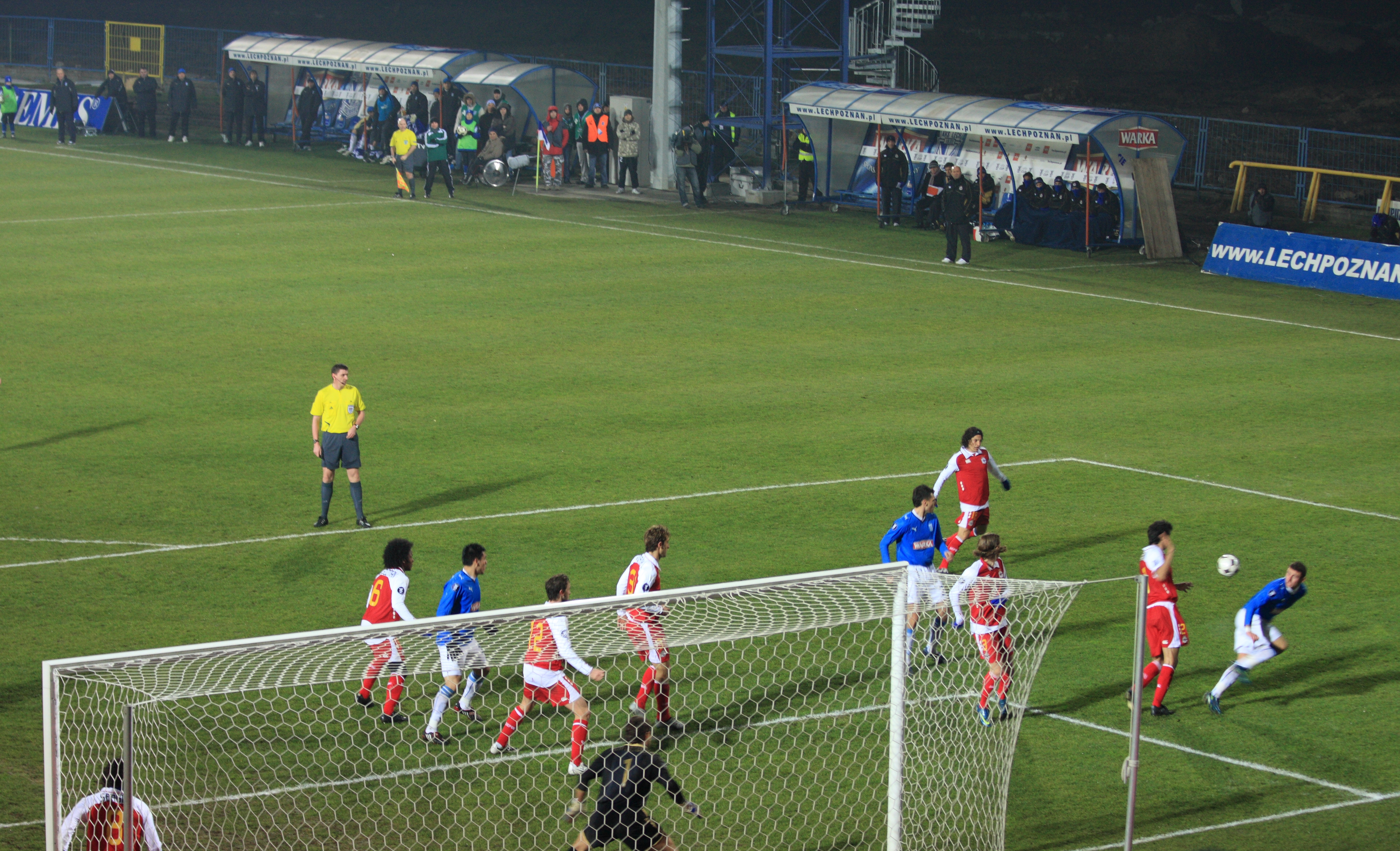
Lech Poznań contre Deportivo La Corogne, le 4 décembre 2008

Le premier match en Coupe d'Europe du Lech Poznań remonte au 13 septembre 1978 face au MSV Duisbourg (défaite 5-0 en 32e de finale de Coupe UEFA). Lors de ses participations suivantes, Poznań est rapidement et facilement éliminé, jusqu'à la saison 1988-1989 où il tient tête au grand FC Barcelone, au stade des huitièmes de finale, en Coupe d'Europe des vainqueurs de coupe. Après deux matches nuls 1–1, Poznań s'incline finalement 5–4 aux tirs au but, face à un adversaire qui quelques mois plus tard remporte la compétition.
Deux ans plus tard, Poznań passe pour la première fois le premier tour de la Coupe des clubs champions européens, éliminant le Panathinaïkos, champion de Grèce en titre, cinq buts à deux sur les deux manches. Il est finalement battu en huitièmes de finale par l'Olympique de Marseille, futur finaliste de l'épreuve.
Après plusieurs années de mauvais résultats, le Lech Poznań réalise son plus beau parcours européen lors de la saison 2008-2009, en Coupe UEFA. Après s'être qualifié facilement pour la phase de poules, il accède aux seizièmes de finale grâce à une victoire sur le terrain du Feyenoord Rotterdam lors de la dernière journée. En seizièmes, les Polonais affrontent l'Udinese Calcio. Au match aller, le Lech décroche le match nul dans le dernier quart d'heure, après avoir globalement maîtrisé la rencontre. Mais au match retour, alors qu'ils mènent à la pause, les joueurs polonais encaissent rapidement un but, puis un deuxième en fin de rencontre, et sortent de la compétition.
Éliminé au stade des play-offs la saison suivante, après une séance de tirs au but, le Lech s'illustre une nouvelle fois en C3 en 2011. En effet, il réussit à sortir du « groupe de la mort » composé de la Juventus, de Manchester City et du Red Bull Salzbourg après avoir notamment battu Manchester à domicile sur le score de 3–1 et tenu en échec par deux fois la Juve (3–3 et 1–1). En seizièmes de finale, Poznań tombe sur le club portugais du SC Braga, et après une courte victoire à domicile est éliminé au retour par le futur finaliste de la compétition.
| Compétition              | P  | M   | V  | N  | D  | BP  | BC  | Diff. |
| ------------------------ | -- | --- | -- | -- | -- | --- | --- | ----- |
| Ligue des champions (C1) | 8  | 26  | 11 | 1  | 14 | 29  | 43  | -14   |
| Coupe des coupes (C2)    | 2  | 8   | 4  | 2  | 2  | 10  | 7   | +3    |
| Ligue Europa (C3)        | 14 | 80  | 33 | 17 | 30 | 116 | 94  | +22   |
| Ligue Conférence (C4)    | 1  | 18  | 9  | 6  | 3  | 35  | 17  | +18   |
| Coupe Intertoto          | 2  | 6   | 2  | 0  | 4  | 6   | 8   | -2    |
| Total                    | 28 | 138 | 59 | 27 | 53 | 196 | 169 | +27   |

## Identité du club

### Changements de nom
- 1922 : Lutnia Dębiec
- 1922 : Towarzystwo Sportowe Liga Dębiec
- 1925 : Towarzystwo Sportowe Liga Poznań
- 1930 : Klub Sportowy Kolejowego Przysposobienia Wojskowego Poznań Dworzec
- 1933 :  Klub Sportowy Kolejowego Przysposobienia Wojskowego Poznań
- 1945 : Kolejowy Klub Sportowy Poznań
- 1948 : Klub Sportowy Związku Zawodowego Kolejarzy Poznań
- 1949 : Zrzeszenie Sportowe Kolejarz Poznań
- 1957 : Klub Sportowy Lech Poznań
- 1957 : Kolejowy Klub Sportowy Lech Poznań
- 1994 : Poznański Klub Piłkarski Lech Poznań
- 1998 : Wielkopolski Klub Piłkarski Lech Poznań
- 2006 : KKS Lech Poznań

### Stade

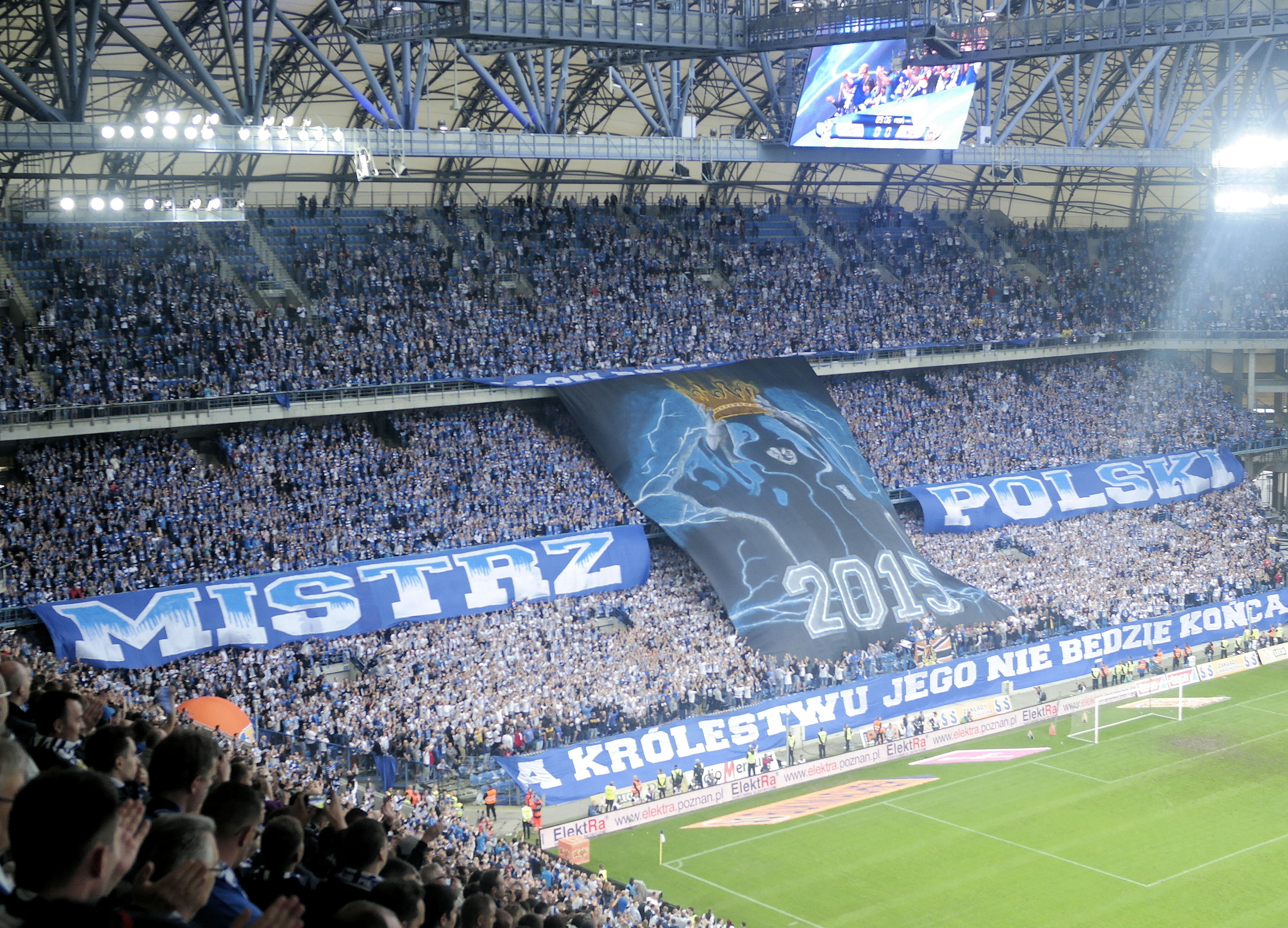
Ultras

- 1922-1934 : Boisko przy ulicy Grzybowej
- 1934-1964 : Stadion na Dębcu
- 1964-1971 : Stadion Golęcin
- 1971-1972 : Stadion na Dębcu
- 1972-1980 : Stadion Edmunda Szyca
- 1980 : Stadion na Dębcu
- 1980- : Stadion Miejski

### Magazine officiel
Chaque mois, le club publie un magazine officiel : Magazyn Kolejorz (disponible en polonais uniquement). Les fans ont la possibilité de s'abonner via le site officiel du club.

## Joueurs et personnalités du club

### Présidents
Le tableau suivant présente la liste des présidents du club depuis 1922.
| Rang | Nom                  | Période   |
| ---- | -------------------- | --------- |
| 1    | Jan Nowak            | 1922      |
| 2    | Antoni Stachowski    | 1922-1925 |
| 3    | Leon Nowicki         | 1925-1926 |
| 4    | Stanisław Dereziński | 1926-1933 |
| 5    | Józef Chrobak        | 1933-1935 |
| 6    | Wojciech Pater       | 1935-1937 |
| 7    | Michał Małaczyński   | 1937      |
| 8    | Wojciech Pater       | 1937-1939 |

| Rang | Nom                | Période   |
| ---- | ------------------ | --------- |
| 9    | Józef Chrobak      | 1945      |
| 10   | Tadeusz Zawiślak   | 1945-1946 |
| 11   | Stanisław Nawrocki | 1946-1948 |
| 12   | Tadeusz Baranowski | 1948-1951 |
| 13   | Jan Szafrański     | 1951-1954 |
| 14   | Franciszek Ciastko | 1954      |
| 15   | Tadeusz Bronowski  | 1954-1956 |
| 16   | Tadeusz Wrona      | 1956-1958 |

| Rang | Nom                   | Période   |
| ---- | --------------------- | --------- |
| 17   | Zygmunt Sobczak       | 1959-1962 |
| 18   | Wacław Drab           | 1962-1975 |
| 19   | Mirosław Sadowski     | 1975-1977 |
| 20   | Stanisław Chełstowski | 1977-1978 |
| 21   | Stanisław Stachnik    | 1978-1980 |
| 22   | Bogdan Zeidler        | 1980-1991 |
| 23   | Jerzy Borowiak        | 1991-1993 |
| 24   | Jan Grodziski         | 1993-1994 |

| Rang | Nom                | Période   |
| ---- | ------------------ | --------- |
| 25   | Ryszard Dolata     | 1994-1998 |
| 26   | Jakub A. Grajewski | 1998      |
| 27   | Ryszard Dolata     | 1998-1999 |
| 28   | Stanisław Butka    | 1999-2000 |
| 29   | Radosław Majchrzak | 2000-2006 |
| 30   | Andrzej Kadziński  | 2006-2011 |
| 31   | Karol Klimczak     | 2011-     |

### Entraîneurs
- Stanisław Kwiatkowski (1932-1936)
- Laszko Marcai (1936-1938)
- A. Klemens Pawlak (1938-1939)
- Franciszek Bródka (1945-1946)
- Vanco Kamena (1946-1947)
- Franciszek Bródka (1947-1948)
- Marcel Demeunyck (1948-1949)
- Antoni Bottcher (1949)
- Artur Walter (1950)
- Antoni Bottcher (1950-1951)
- Mieczysław Balcer (1951-1952)
- Artur Woźniak (1953)
- Mieczysław Tarka (1953-1957)
- Edmund Białas (1957)
- Wilhelm Lugr (1957-1958)
- Henryk Czapczyk (1958-1961)
- Mieczysław Tarka (1961-1962)
- Zygfryd Słoma (1962-1963)
- Edward Drabski (1963-1964)
- Henryk Czapczyk (1964)
- Zygfryd Słoma (1964-1965)
- Edmund Białas (1965-1966)
- Edward Brzozowski (1966)
- Edmund Białas (1966)
- Mieczysław Tarka (1966-1968)
- Edmund Białas (1968-1972)
- Mieczysław Chudziak (1972)
- Augustyn Dziwisz (1972-1973)
- Janusz Pekowski (1973-1975)
- Aleksander Hradecki (1975-1976)
- Mieczysław Chudziak (1976)
- Jerzy Kopa (1976-1979)
- Roman Łoś (1979)
- Wojciech Łazarek (1979-1984)
- Leszek Jezierski (1984-1986)
- Włodzimierz Jakubowski (1986)
- Bronisław Waligóra (1986-1987)
- Jerzy Kasalik (1987)
- Grzegorz Szerszenowicz (1987-1988)
- Henryk Apostel (1988)
- Andrzej Strugarek (1988-1989)
- Jerzy Kopa (1989-1991)
- Henryk Apostel (1991-1993)
- Roman Jakóbczak (1993)
- Jan Stępczak (1993-1994)
- Ryszard Matłoka (1994)
- Romuald Szukiełowicz (1994-1995)
- Zbigniew Franiak (1995-1996)
- Remigiusz Marchlewicz (1996)
- Ryszard Polak (1996-1997)
- Remigiusz Marchlewicz (1997)
- Krzysztof Pawlak (1997-1998)
- Remigiusz Marchlewicz (1998)
- Jerzy Kopa (1998)
- Remigiusz Marchlewicz (1998)
- Adam Topolski (1998-1999)
- Marian Kurowski (1999-2000)
- Zbigniew Franiak (2000)
- Wojciech Wąsikiewicz (2000)
- Adolf Pinter (2000)
- Adam Topolski (2000-2001)
- Bogusław Baniak (2001)
- Czesław Jakołcewicz (2001-2002)
- Bohumil Páník (2002-2003)
- Libor Pala (2003)
- Czesław Michniewicz (2003-2006)
- Franciszek Smuda (2006-2009)
- Jacek Zieliński (2009-2010)
- Bakero (2010-2012)
- Mariusz Rumak (2012-2014)
- Krzysztof Chrobak (2014)
- Maciej Skorża (2014-2015)
- Jan Urban (2015-2016)
- Nenad Bjelica (2016-2018)
- Ivan Đurđević (2018)
- Adam Nawałka (2018-2019)
- Dariusz Żuraw (depuis le 31 mars 2019)[5]

### Effectif professionnel (2023-2024)
Effectif professionnel le 4 février 2024
| N° | Nat.                  | Poste | Nom du joueur      |
| -- | --------------------- | ----- | ------------------ |
| 2  | Drapeau du Portugal   | D     | Joel Pereira       |
| 3  | Drapeau de l'Écosse   | D     | Barry Douglas      |
| 5  | Drapeau de la Suède   | D     | Elias Andersson    |
| 6  | Drapeau de la Suède   | M     | Jesper Karlström   |
| 7  | Drapeau du Portugal   | M     | Afonso Sousa       |
| 8  | Drapeau de l'Iran     | M     | Ali Gholizadeh     |
| 9  | Drapeau de la Suède   | A     | Mikael Ishak ()    |
| 10 | Drapeau de la Pologne | M     | Filip Marchwiński  |
| 11 | Drapeau de la Norvège | M     | Kristoffer Velde   |
| 15 | Drapeau de la Pologne | D     | Michał Gurgul      |
| 16 | Drapeau de la Croatie | D     | Antonio Milić      |
| 17 | Drapeau de la Pologne | A     | Filip Szymczak     |
| 18 | Drapeau de la Pologne | D     | Bartosz Salamon    |
| 19 | Drapeau de la Pologne | M     | Maksymilian Dziuba |

| No. | Nat.                             | Position | Nom du joueur        |
| --- | -------------------------------- | -------- | -------------------- |
| 20  | Drapeau de la Pologne            | D        | Bartosz Tomaszewski  |
| 21  | Drapeau de la Bosnie-Herzégovine | M        | Dino Hotić           |
| 22  | Drapeau de la Pologne            | M        | Radosław Murawski    |
| 23  | Drapeau de la Slovénie           | D        | Miha Blažič          |
| 25  | Drapeau de la Suède              | D        | Filip Dagerstål      |
| 30  | Drapeau de la Géorgie            | M        | Nika Kvekveskiri     |
| 31  | Drapeau de la Pologne            | G        | Mateusz Mędrala      |
| 33  | Drapeau de la Pologne            | G        | Mateusz Pruchniewski |
| 35  | Drapeau de la Pologne            | G        | Filip Bednarek       |
| 41  | Drapeau de la Pologne            | G        | Bartosz Mrozek       |
| 44  | Drapeau de la Pologne            | D        | Alan Czerwiński      |
| 50  | Drapeau de la Côte d'Ivoire      | M        | Adriel Ba Loua       |
| 56  | Drapeau de la Pologne            | M        | Kornel Lisman        |
| 90  | Drapeau de la Pologne            | A        | Artur Sobiech        |

### Joueurs emblématiques

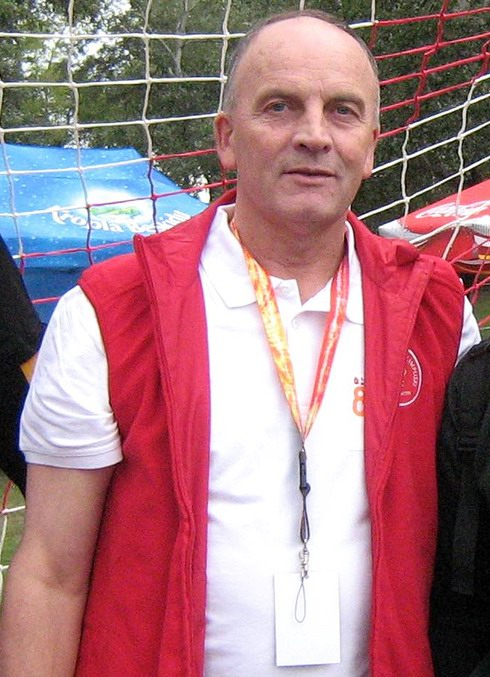
Piotr Mowlik, célèbre gardien.

- Teodor Anioła
- Jarosław Araszkiewicz
- Jarosław Bako
- Hieronim Barczak
- Jacek Bąk
- Edmund Białas
- Bartosz Bosacki
- Jerzy Brzęczek
- Roman Jakóbczak
- Andrzej Juskowiak
- Mirosław Justek
- Jerzy Kasalik
- Waldemar Kryger
- Janusz Kupcewicz
- Robert Lewandowski
- Piotr Mowlik
- Mirosław Okoński
- Krzysztof Pawlak
- Jerzy Podbrożny
- Piotr Reiss
- Piotr Świerczewski
- Mirosław Trzeciak
- Artur Wichniarek
- Maciej Żurawski

## Autres équipes

### Centre de formation
L'académie du Lech Poznań est réputée pour la qualité de sa formation et est l'un des pourvoyeurs de l'équipe nationale de Pologne. Entre 2019 et 2024, c'est pas moins de huit joueurs du club qui font leur débuts en sélection. Fin 2024 ce sont même deux très jeunes joueurs, Michał Gurgul (né en 2006) et Antoni Kozubal (né en 2004), qui sont appelés par le sélectionneur Michał Probierz.

## Sponsors
En 2010, le Lech signe un partenariat avec Ford et sa filiale Bemo, qui devient le sponsor principal du club lors de la saison 2010-2011.